# 二水記
二水記（にすいき）は、戦国時代の公家鷲尾隆康の日記。記述は永正元年（1504年）にはじまり、天文2年（1533年）2月に絶筆している（翌月、隆康は死去）。他の中世の日記同様、欠落が所々に見られ、永正3年から13年、大永4年、享禄2年などの記述が欠落している。また天文元年の記述は最初からなく、つまり隆康はこの年は日記を書いていなかったようである。内閣文庫に自筆の原本が20冊所蔵されており、写本も複数存在。写本の中には原本の欠落を補填しているものもある。
二水記という名前は記述が始まった「永正」の元号を由来とする。二水とは永正の「永」の文字を「二」と「水」に分解したもので、永正の「正」の字を同じく「一」と「止」に分解し「一止記」という別名で呼ばれることもある。その他、「烏兎私記」、「一暦記」、「一水記」などの別名を持つが、二水記の名が一般的に通用している。
隆康の生きた戦国時代初期は、応仁の乱における京都の荒廃や下剋上の風潮により、没落する公家が多く、隆康もまたそうであった。二水記は、没落してゆく公家の悲哀を知る史料として重宝されている。
朝廷の行事、皇族の日常、室町幕府の動向や朝幕の交渉などが記述されており、更に巷の風聞などにも言及している。筆者の鷲尾隆康は有職故実に精通しており、それに関連する情報が豊富に含まれている他、遊芸にも堪能であったため、連歌、蹴鞠、囲碁、貝合わせなどに関する記事も多い。
隆康の死後、鷲尾家は断絶してしまったが、日記は隆康の実兄四辻公音が所有して保存され、慶長4年（1601年）に後陽成天皇の勅命によって書写が行われ、写本が出来た。そして公音の曾孫にあたる四辻季満が鷲尾の名跡を継いで鷲尾隆尚と改名し、日記も鷲尾家に戻った。後陽成天皇の命で書写された写本そのものは寛文元年（1661年）の内裏火災で焼失してしまったが、承応元年（1652年）に東園基賢に、明暦元年（1655年）から万治元年（1658年）にかけて後西天皇を中心に複写が行われていた為、完全に消失することはなかった。
原本はその後油小路家に伝来したようである。広橋兼勝の子が鷲尾家と四辻家の両家に養子として入っており、それと何らかの関係があったと指摘されている。しばらく油小路家にあった原本だが、文化14年（1817年）鷲尾家に戻された。明治年間になり、猪野中行、頴川良辰の手を経て、内閣文庫が購入し、現在に至る。
最初の内は天候、日付、その年の干支を必ず付記していたが、年を追うごとに日付、天候の付記は簡略化されてゆく傾向にある。